# Образовање у Србији
Образовање у Србији се одвија под надзором Министарство просвете Републике Србије. Датира још из 12. века, а данас се дели на предшколско (вртић), основно (основна школа), средње (средња школа) и високо образовање (факултети универзитета и академија уметности). Пре примене Болоњске декларације (до 2006], постојало је и постдипломско образовање, тренутно у склопу другог и трећег нивоа високог образовања.

## Рана историја
Средњовековна српска држава је располагала одређеним школским системом. Како се уздизала и јачала све више је растао број писмених и образованих људи који су јој били потребни. У побожној православној Србији, цркве и манастири бивали су све бројнији, па сходно својој уходаности у устројству, а посебно од времена Светог Саве, били су расадници писмености и школовања деце. Али нису били једини. На српском двору и у кућама великих властелина, деца су се учила разним вештинама: писању, читању, (живописању), украшавању, ткању, трговини, занатима...све до борилачких вештина. Падом Србије под турско ропство, све се изменило. За генерацију или две нестало је српске властеле, читавог расадника писмености и учености. Оно што је код Срба било прогресивно, Турци су свесно и систематски гушили и уништавали. После пада српске средњовековне државе српски народ се није развијао на једном заједничком простору и под истим политичким, верским и културним утицајима.

## 18. и 19. век
У 18. и 19. веку већина српског народа живи под турском и аустроугарском влашћу. Развитак школства код Срба у Хабзбуршкој монархији у 18. веку одвијао се у неколико карактеристичних етапа:
- српско-словенска етапа од 1690-1726. године; Школе вероисповедног обележја почињу се оснивати одмах након доласка Срба у Аустрију. Школе су носиле назив "тривијалне школе" јер су биле организоване по узору на сличне грчке школе у Цариградској патријаршији.
- руско словенска етапа од 1726-1749. године;
- време митрополита Павла Ненадовића 1749-1768 године
- период просвећености који је био праћен терзијанским и јозефинским реформама.[4]

Након великих сеоба Срба у Аустрију, Срби су се нашли под притиском католичке цркве. У циљу одбране од покатоличавања затражена је помоћ од Русије из које ће доћи учитељи Максим Суворов (отворио Славјанску школу) и после њега Емануел Козачински (који ће отворити Латинску школу). У Београду је између 1718. и 1739. постојала Мала српска школа.Почетком 18. века,  у порти цркве Светог Ђорђа, 1703. год. основана је прва школа у Петроварадинском Шанцу ( Новом Саду) - Српска православна основна школа. Аврам Мразовић је 1. маја 1778. у Сомбору основао српску основну школу „Норму“, која је најстарија установа за образовање учитеља за словенско становништво на југу Европе. Карловачки митрополит Стеван Стратимировић је 1791. у Сремским Карловцима основао Карловачку гимназију. Током Првог српског устанка, у Београду је 1808. основана Велика школа заслугом Ивана Југовића и Доситеја Обрадовића. У Крагујевцу је октобра 1838. основан Лицеум Књажества сербског, прва виша школа у Србији. Он је 1841. премештен у Београд. Лицеј је постојао до 1863. када прераста у Велику школу, која је имала три факултета: Филозофски, Технички и Правни.

## 20. век
Београдски универзитет је основан 1905. После Другог светског рата из Београдског универзитета су се издвојили Универзитет у Новом Саду (1960), Нишу (1965), Приштини (1970), Подгорици (1974) и Крагујевцу (1976).
- Карловачка гимназија у Сремским Карловцима
- Зграда Велике школе коју је основао Иван Југовић
- Некадашње седиште Велике школе
- Мушка народна школа у Нишу у другој половини 19. века (данас ОШ Учитељ Таса)

## Скора историја

### Образовни систем
До примене Болоњске декларације, 2006, и свеобухватних измена образовног система, Србија је примењивала систем наслеђен из социјалистичке Југославије. Предшколско образовање било је изборно, а основно и средње образовање идентични садашњим. Применом Болоњске декларације школске 2005/06. године, бивша Диплома високог образовања је изједначена са мастером, а магистратура са прве две године докторских студија (још једна година до доктората), обоје услед једнаких година учења. Постдипломско образовање је обухватало оно што данас обухватају други и трећи део високог — магистратуру и докторат.

### Стручна спрема
Осим очигледних измена у образовном систему, историјски систем је рангирао ученике према стручној спреми. Ученици који су завршили прва четири разреда основне школе били су неквалификовани радници (НКВ), а они који су завршили свих осам полуквалификовани радници (ПКВ). За завршетак трогодишње занатске школе, постајало се квалификован радник (КВ, средња стручна спрема, ССС), као и за четворогодишњу стручну школу. Специјализацијом на основу стручног средњег образовања, постајало се висококвалификовани радник (ВКВ). За завршетак више школе, добијала се виша стручна спрема (ВШ, ВШС). За основне факултетске студије, добијала се висока стручна спрема (ВСС), даљим студирањем магистар (МР) и доктор (ДР).

### Степен стручне спреме
Сем саме стручне спреме, која је показивала одређену способност за рад и знање, постојао је и степен стручне спреме:
- I степен — нижи разреди основне школе (4 године за степен; 4 године укупно)[а]
- II степен — виши разреди основне школе (4 године за степен; 8 година укупно)
- III степен — трогодишња занатска школа (3 године за степен; 11 година укупно)
- IV степен — четворогодишња стручна школа (4 године за степен; 12 година укупно)
- V степен — четворогодишња занатска школа (4 године за степен; 12 година укупно)
- VI-1 степен — двогодишња виша школа (2-3 године за степен; 14 година укупно)
- VI-2 степен — трогодишње струковне студије (3 године за степен; 15 година укупно)
- VI-2 степен — трогодишње академске студије (3 године за степен; 15 година укупно)
- VII-1 степен — четворогодишње основне студије (4 године за степен; 16 година укупно)
- VII-1 степен — шестогодишње основне студије медицине или ветерине (6 година за степен; 18 година укупно)
- VII-2 степен — петогодишње или четворогодишње основне студије + једногодишње специјалистичке студије (пре 2005. год.) (5 или 6 година за степен; 17 или 18 година укупно)
- VII-2 степен — магистратура (магистар наука, МР) (2 године за степен; 19 година укупно)
- VIII степен — докторат (доктор наука, ДР) (1 година за степен; 20 година укупно)

## Школска година
Предшколско се похађа у години уписа првог разреда основне школе. Траје бар четири сата дневно и бар шест месеци. Након њега, ученици похађају тест способности за упис у основну школу. Школска година за основне и средње школе траје девет и по месеци, сем за ученике осмог разреда основне школе и завршног разреда (трећег или четвртог) средње школе, којима траје једну недељу краће. Она почиње првог радног дана септембра, а завршава се петка друге пуне недеље јуна. Школска година је подељена на два полугодишта, а полугодишта на укупно четири тромесечја (класификациони период у средњој школи).
Током школске године, ученици основних и средњих школа имају пет распуста, периода када не иду у школу, намењених за одмор: новембарски (тромесечје; траје 3 дана), јануарски (полугодиште/Нова година/Божић; траје 10 дана), фебруарски (Дан државности; траје 2 недеље), априлски (тромесечје/Ускрс; траје 5 дана) и мајски распуст (Празник рада; траје два дана). Дешава се да се распусти поклопе, па је, на пример, школске 2012/13. године, априлски распуст потпуно асимиловао мајски.
Између школских година, ђаци иду на летњи распуст, који траје два и по месеца, односно три за ученике који уписују средњу школу, а четири за оне који уписују факултет. Дакле, ученици непрелазних година имају 85 радних дана у првом полугодишту, а 95 у другом, тј. 180 радних дана током школске године. Током школске године, у основним и средњим школама се одржавају два обавезна кроса — један јесењи, а други пролећни. Школска година студентима почиње месец дана касније, у октобру. Подељена је на два семестра, која почињу око месец дана касније него основношколска и средњошколска полугодишта, а подељена су на испитне рокове, који се одржавају у зависности од факултета.

## Општи принципи

### Организација школе
Ученици су подељени у одељења од минимум петоро ђака за предшколско, а петнаест за основне и средње школе. Одређени број школа има ђачки парламент и/или вршњачки тим. Ђачки парламент предлаже побољшања и школске догађаје директору школе, док вршњачки тим, уз помоћ школског психолога, помаже ученицима у решавању школских проблема, првенствено када је у питању насиље, и то унутар Уницефовог програма Школа без насиља. У школама без вршњачког тима, цео посао је на психологу и органима школе. Средње школе уместо психолога имају педагога. Родитељи се организују у савет родитеља, који предлаже екскурзије, надгледа радње у блиској вези са ученичким финансијама, и разговара и доноси закључке о догађајима битним за школу. Он такође преузима у одговорности ђачког парламента, ако он није присутан у одређеној школи.

### Школски уџбеници
Сваки предмет, сем физичког, има свој уџбеник. Ђаци набављају уџбенике у складу са одабиром предметног наставника. Купују их у књижарама, мада је куповина половних књига од оних који су одређени разред завршили уобичајена. Од школске 2009/10. године, сви основци који полазе у први разред добијају бесплатне књиге које морају да врате на крају школске године. Иако је првобитно планирано да се оштећене књиге наплаћују, министар Жарко Обрадовић је потврдио да се и такве књиге прихватају и не наплаћују. Бесплатне књиге су у прошлости биле доступне само ученицима који нису били у могућности да их набаве. Међутим, од школске 2010/11. године, бесплатне књиге су добили и београдски другаци и петаци, а од школске 2011/12. године, сви ученици основних школа на територији Града Београда добијају бесплатне уџбенике под истим условима.

### Оцењивање ученика
Систем оцењивања ученика у Србији је бројни, а садржи оцене од 1, за најмање знање, до 10, за највеће знање. У основним и средњим школама, оцене су од 1 до 5:
- Недовољан (1) — оцена која захтева поправљање, јер није пролазна
- Довољан (2) — оцена за основно знање уз инструкције предавача
- Добар (3) — оцена за исправно репродуковање наученог садржаја
- Врлодобар (4) — оцена за јасно објашњавање и упоређивање градива
- Одличан (5) — оцена за стварање система знања и логичко повезивање садржаја

Више школе и универзитети ученике оцењују оценама од 5 до 10, где је 6 најмања пролазна оцена, коју студенти морају добити за наставак школовања. Сем тога, оцене за први разред основне школе су описне — предавачи у ђачке књижице уписују своја запажања у вези са одређеним учеником, као и предлоге за даљи напредак.
Завршетком образовног циклуса, ученик који на крају школске године има закључене највише оцене (петице) из свих предмета од петог до осмог разреда основне односно током трајања средње школе, као и учешће на макар једном такмичењу окружног нивоа, као награду добија диплому „Вук Стефановић Караџић“, краће Вукову диплому, која се додељује од 1966. године. Раније су постојала и друга признања, као што је диплома „Михаило Петровић Алас“ (Аласова диплома) за изузетна постигнућа из природних предмета.

### Страни држављани
Страни држављани и лица без држављанства се уписују у школе на исти начин као и држављани Републике Србије. Једина разлика је, сем набављања одређених докумената, та да имају могућност похађања бесплатних часова српског језика пред полазак у школу, за случај да га већ не знају, како би могли да разумеју предавања у школи. Додатно, ако је ученик из европске земље, он има право да похађа часове свог матерњег језика и културе, бесплатно или уз доплату.

## Школски систем

### Предшколско
Са образовањем деце се почиње у предшколским установама које се одржавају у локалном вртићу, те је оно први део образовања. Оно је обавезно од школске 2006/07. године. Траје бар 4 сата дневно бар 6 месеци у години уписа у први разред, за децу од пет или шест година, а циљ му је упознавање ученика са образовним системом и припрема за основну школу.

### Основна школа
Деца се уписују у основну школу са шест или седам година. Као и предшколско, и основно образовање је обавезно. Основна школа траје осам година и подељена је на два периода:
- први циклус основног образовања (од 1. до 4. разреда)
- други циклус основног образовања (од 5. до 8. разреда)

У нижим разредима, ђаци су насумично подељени у одељења, и имају само једног предавача — учитеља или учитељицу и једну учионицу за све предмете. Једини изузетак су часови енглеског језика и веронауке, за које ученици имају посебне наставнике. Крајем првог циклуса, ђаци добијају и наставника или наставницу физичког. Ђаци имају следеће предмете:
1. математика
2. матерњи језик (српски језик, мађарски језик, албански језик итд.)
3. српски као нематерњи језик (за оне којима матерњи језик није српски)
4. енглески језик (први обавезни страни језик)
5. ликовна култура
6. музичка култура
7. физичко васпитање
8. свет око нас (у првом и другом разреду)
9. природа и друштво (у трећем и четвртом разреду)
10. обавезни изборни (веронаука или грађанско васпитање)
11. изборни по жељи (лепо писање за први, народна традиција за четврти и „Чувари природе“ за све разреде)

У вишим разредима, ђаци добијају посебне наставнике и наставнице за сваки предмет, а настава се одржава у предметним кабинетима. Добијају се и следећи нови предмети:
1. од 5. разреда: биологија, географија, историја, техника и технологија, други страни језик, спорт и други изборни предмет (информатика или цртање, сликање, вајање)
2. од 6. разреда: физика
3. од 7. разреда: хемија

### Пријемни и завршни испит
Када ученик заврши осми разред, може да бира да ли жели да настави образовање. Међутим, Национална стратегија развоја образовања до 2020. године (сачињена 2011) предвиђа обавезно средње образовање, а тадашњи министар образовања Жарко Обрадовић је рекао да, иако ће стратегија бити примењивана у будућности, њена примена захтева уставне промене. Завршни испит за ученике основних школа је обавезан од школске 2011/12. године. Он се састоји од теста из математике, српског и трећег предмета по избору ученика. Бодови се са теста из математике и српског језика множе са коефицијентом 0.7, а бодови са трећег премета по избору ученика се множе са коефицијентом од 0.6 од укупно 20 бодова по сваком тесту. Ученици добијају и бодове из основне школе, који се обрађују тако што се просечне оцене не крају шестог, седмог и осмог разреда множе са 4. Тако је могуће добити највише 60 бодова на основу успеха у основној школи, а са пријемног испита је могуће добити максимално 40 бодова. Могуће је освојити и додатне бодове са републичких такмичења.
Ученици који су шести разред завршили у иностранству, аутоматски добијају 20 бодова за тај разред.

### Средња школа
Средња школа представља трећи део образовања уопштено и први део необавезног образовања у Србији. Постоје две врсте средњих школа — гимназије и стручне школе. У оба случаја, ђаци добијају учионице у којима имају предмете за које није потребна наставна опрема, док за остала предмете имају кабинете и радне просторије — лабораторија из хемије, експериментална просторија из физике и радна просторија из биологије, на пример.
- Гимназија траје четири године, пружа опште и широко образовање, а ученици добијају гимназијску диплому. Само мали број послова приступан је ученицима који су завршили гимназију без даљег образовања. Две посебне гимназије су Математичка гимназија, која уписује ученике од 12 година (седми разред основне школе) па на више, филолошке гимназије, које нуде специјализовано образовање у вези са језицима, као и спортске гимназије, са посебним освртом на спорт;
- Стручне школе специјализују ученике у одређеним пољима и награђују их стручном дипломом. Постоје две врсте стручних смерова — четворогодишњи (релативно широко образовање са могућношћу даљег наставка) и трогодишњи (скоро па сасвим усмерено образовање без великих могућности даљег наставка).

Ученици у реалним гимназијама бирају смер који одређује обим градива из одређених предмета. Већина гимназија има природно-математички и друштвено-језички смер. Међутим, постоји још смерова, као што су општи тип, информатички смер, филолошки смер, и многи други. Нови предмет у гимназијама је трећи страни језик — латински језик традиционалног изговора западног стила, док филолошке гимназије нуде и старогрчки или кинески језик.
У трогодишњим стручним школама, могућа је промена занимања. Наиме, ученици пред упис у средњу школу попуњавају листе жеља којима редом пишу шта желе да упишу (највише 20 различитих смерова). На основу броја бодова, ученици се распоређују у средње школе. У завршној години, они ученици трогодишњих стручних школа који желе да добију диплому различиту оној за коју су учили, могу то урадити преквалификацијом. На пример, ако ученик положи завршни испит којим добија диплому аутомеханичара, а у међувремену нађе посао бравара у Русији, полагањем теста разлике смерова он добија диплому бравара уместо ауто-механичара. Слични процес је и доквалификација — проширивање знања кроз разне обуке, која захвата већ запослене људе који су завршили средње стручне школе, али и оне који су завршили факултете.

### Висока школа
Високошколске установе у Србији уписују студенте на основу успеха у средњој школи и резултатима пријемног испита за одређени факултет. Постоје три врсте високошколских установа.
- Виша школа[б] траје три године, а налик је занатским универзитетима пристним у остатку света. Занатски универзитети трају 3-8 година, као и сви остали факултети, те нуде и уобичајене високошколске дипломе — бакалауреат, магистратура и докторат. Разлика је та што српске више школе трају само три године и нуде посебне вишешколске дипломе. Међутим, Србија је потписала Болоњску декларацију 2003, па би више школе требало да буду реформисане у установе идентичне универзитетима.
- Академија струковних студија у обављању делатности обједињује образовни, истраживачки, стручни и уметнички рад. Академија струковних студија може остваривати основне струковне студије и специјалистичке струковне студије. Високошколска установа има статус академије струковних студија ако остварује најмање пет акредитованих студијских програма струковних студија из најмање три поља.
- Факултети универзитета трају три године до бакалауреата, пет до мастера, а осам до доктората. Изузетак су медицински факултети који трају шест година до звања доктор медицине (MD), што се касније наставља трогодишњим специјалистичким стажом и двогодишњом специјализацијом (MD/Spec) или трогодишњим дуплим докторским студијама (MD/PhD).

## Ваннаставне активности
Основне школе могу имати и кухиње, које најјефтиније обезбеђују ђацима оброке. Обична понуда су пецива, обично са пуњењем, али неке школе имају и пљескавице, помфрит и слично. Неке школе нуде чак и куване оброке, али за већу цену. Екскурзије су такође једне од ваннаставних садржаја које школе организују, и то су обично једнодневне или дводневне посете местима широм Србије, а у последњим разредима средње школе и у остатку Европе. Њих организује школа, и то искључиво основне и средње школе. Додатна настава се организује за ученике са жељом да уче више о одређеној теми, учествују у такмичењима, добију стипендије, и спреме се за даље образовање. Допунска настава се организује првенствено за ученике са лошим оценама. Њени циљеви су помагање ученицима у „сустизању“ градива, уз учење лекције не само за предстојећи тест, већ и памћење главног дела лекције за дуже време. На њу такође могу ићи и ученици са вишим оценама, посебна као припрема за тест или увежбавање градива. Основне и средње школе организују и секције, првенствено новинарску, ликовну и драмску секцију, и хорове.

### Школска слава
Школска слава у Србији је Савиндан или слава Свети Сава. Слави се 27. јануара (14. јануар по старом календару), на дан када се обележава успомена на Светог Саву, српског просветитеља и првог српског архиепископа. Као школска слава Свети Сава се слави од 1840. године, када је то предложио Атанасије Николић, ректор Лицеума Књажества сербског у Крагујевцу, прве Високе школе у Србији. У одлуци тадашњег Попечитељског просвештенија (министарства просвете), прописано је да се Свети Сава проглашава за „патрона свих наших школа и да се најсвечаније прославља”.
Савиндан се као школска слава обележавао чак и за време Балканских ратова. једино се није могло славити у окупираној Србији током Првог светског рата. Међутим, забележено је да су овај дан обележили ђаци у избеглиштву, у Ници и Женеви.
Прва прослава по завршетку Другог светског рата одржана је у ослобођеном Београду 1945. године. Три године касније овај дан престао је да се обележава у српским школама. Поново је почео да се слави као школска слава 1990. Тог дана све школе имају радни, али ненаставни дан, а обичај је и да се слави, па се поводом Светог Саве у школама организују свечане приредбе и академије.

## Посебно образовање
Посебно образовање у Србији укључује: специјално образовање (образовање особа са инвалидитетом, слабијег социјално-економског статуса, или децу са менталним поремећајима), двојезичко образовање (образовање на српском и још једном језику), целодневну наставу (наставу која, уз паузе, траје од ујутру до увече) и образовање одраслих. На територији делује и шездесетак приватних школа.

### Двојезичка настава
Од школске 2009/10. године, ученици виших разреда појединих основних школа и ученици појединих средњих школа могу бити организовани у посебна одељења, базирана на двојезичкој, односно билингвалној настави. Настава се највише одвија на српском, са 35-45%. наставе на енглеском, француском или италијанском језику.

### Целодневна настава
Од школске 2009/10. године, одржава се и целодневна настава. Осмишљена је за децу са родитељима који проводе доста времена на послу, или су на неки други начин заузети, али само за ученике нижих разреда основне школе. Организација наставе је следећа: преподневни часови, поподневни часови, као и одмори за игру, домаће задатке и пауза за ручак. Различити учитељи предају преподне и поподне. Циљ целодневне наставе је могућност ученика да остају у школи већи део дана са својим другарима, уз то завршавајући домаћи и остале школске обавезе у школи, као и растерећење родитеља.
Целодневна настава је продужетак продуженог боравка већ присутног у српском школском систему, који омогућава ученицима који иду у преподневни смену (која се завршава око подне) да остају у школи до повратка њихових родитеља са посла (обично од 15 до 17 часова). Школе које нуде целодневну наставу, нуде и продужени боравак.

### Друга шанса
Од школске 2011/12. године, пројекат под називом Друга шанса покренут је с циљем увођења образовања одраслих у српске школе. Сврха пројекта је образовање људи који нису завршили основну школу, уз веће шансе за запошљавање. Чак половина полазника школске 2011/12. године били су Роми. Од полазника исте године, 72% било је незапослено.

### Приватне школе
На територији Републике Србије у складу са законима о образовању, делује око шездесет приватних школа, од чега је петнаест основних. Похађа их неколико хиљада ђака. За разлику од државних школа са минимумом од петнаесторо деце, у приватнима одељења имају и по осморо, дупло мање. Ђаци у њих путују школским минибусом, књиге и прибор чувају у школи, имају већи број секција и ваннаставних активности и дуже остају у школи, јер сем часова имају и више пауза за оброке и израду домаћих задатака. Сведочанства и дипломе које ученици добијају акредитовани су од релевантног министарства.
Услови рада су исти као и за државне школе, с тим што оснивач, да би добио потврдно решење, мора да напише елаборат и пошаље га уз банкарску гаранцију по циклусу школовања. Приватне школе, као и државне, морају имати наставни план и програм, библиотеку, фискултурну салу, кухињу, просторију за ручавање и двориште довољно просторно и опремљено за сву децу. Као мане оваквих школа наводи се висока цена (4000 до 9500 евра годишње), изолованост ђака од остатка генерације и „школовање под стакленим звоном“. Прва приватна основна школа почела је са радом школске 2005/06. године. Неке од приватних високошколских институција у Србији јесу Мегатренд, Сингидунум, Алфа, Метрополитан, Унион.

## Академске дипломе

### Нискошколске
- Сведочанство о завршеном четвртом разреду из 1910. годинеосновношколско сведочанство (8 година основне школе) → 8 година образовања
- трогодишња стручна диплома (3 године стручне школе) → 11 (8+3) година образовања
- четворогодишња стручна диплома (4 године стручне школе) → 12 (8+4) година образовања
- гимназијска диплома (4 године гимназије) → 12 (8+4) година образовања

### Немедицинске високошколске
- виша диплома (2 године више школе) → 15 (8+4+3) година образовања
- бачелор/бакалавр (3 године универзитета) → 15 (8+4+3) година образовања
- мастер (5 година универзитета) → 17 (8+4+5) година образовања
- магистеријум (2 година магистарских студија) → 19 (8+4+5+2) година образовања
- докторат (3 године докторских студија) → 20 (8+4+5+3) година образовања

### Медицинске високошколске
- доктор медицине (MD) (6 година медицински студија) → 18 (8+4+6) година образовања
- медицински специјалиста (MD/Spec) (5 година медицинске специјализације) → 23 (8+4+6+5) године образовања[в]
- доктор медицине (MD/PhD) (6 година докторске специјализације) → 24 (8+4+6+6) године образовања[г]

## Образовни систем
| Године | Разред/звање                       | Образовне установе                | Образовне установе                | Образовне установе                | Образовне установе                | Образовне установе                | Образовне установе                | Образовне установе                | Образовне установе                | Образовне установе                | Образовне установе                |
| ------ | ---------------------------------- | --------------------------------- | --------------------------------- | --------------------------------- | --------------------------------- | --------------------------------- | --------------------------------- | --------------------------------- | --------------------------------- | --------------------------------- | --------------------------------- |
| 5-6    | 0                                  | предшколско обавезно образовање   | предшколско обавезно образовање   | предшколско обавезно образовање   | предшколско обавезно образовање   | предшколско обавезно образовање   | предшколско обавезно образовање   | предшколско обавезно образовање   | предшколско обавезно образовање   | предшколско обавезно образовање   | предшколско обавезно образовање   |
| 6-7    | 1                                  | основна школа обавезно образовање | основна школа обавезно образовање | основна школа обавезно образовање | основна школа обавезно образовање | основна школа обавезно образовање | основна школа обавезно образовање | основна школа обавезно образовање | основна школа обавезно образовање | основна школа обавезно образовање | основна школа обавезно образовање |
| 7-8    | 2                                  | основна школа обавезно образовање | основна школа обавезно образовање | основна школа обавезно образовање | основна школа обавезно образовање | основна школа обавезно образовање | основна школа обавезно образовање | основна школа обавезно образовање | основна школа обавезно образовање | основна школа обавезно образовање | основна школа обавезно образовање |
| 8-9    | 3                                  | основна школа обавезно образовање | основна школа обавезно образовање | основна школа обавезно образовање | основна школа обавезно образовање | основна школа обавезно образовање | основна школа обавезно образовање | основна школа обавезно образовање | основна школа обавезно образовање | основна школа обавезно образовање | основна школа обавезно образовање |
| 9-10   | 4                                  | основна школа обавезно образовање | основна школа обавезно образовање | основна школа обавезно образовање | основна школа обавезно образовање | основна школа обавезно образовање | основна школа обавезно образовање | основна школа обавезно образовање | основна школа обавезно образовање | основна школа обавезно образовање | основна школа обавезно образовање |
| 10-11  | 5                                  | основна школа обавезно образовање | основна школа обавезно образовање | основна школа обавезно образовање | основна школа обавезно образовање | основна школа обавезно образовање | основна школа обавезно образовање | основна школа обавезно образовање | основна школа обавезно образовање | основна школа обавезно образовање | основна школа обавезно образовање |
| 11-12  | 6                                  | основна школа обавезно образовање | основна школа обавезно образовање | основна школа обавезно образовање | основна школа обавезно образовање | основна школа обавезно образовање | основна школа обавезно образовање | основна школа обавезно образовање | основна школа обавезно образовање | основна школа обавезно образовање | основна школа обавезно образовање |
| 12-13  | 7                                  | основна школа обавезно образовање | основна школа обавезно образовање | основна школа обавезно образовање | основна школа обавезно образовање | основна школа обавезно образовање | основна школа обавезно образовање | основна школа обавезно образовање | основна школа обавезно образовање | основна школа обавезно образовање | основна школа обавезно образовање |
| 13-14  | 8                                  | основна школа обавезно образовање | основна школа обавезно образовање | основна школа обавезно образовање | основна школа обавезно образовање | основна школа обавезно образовање | основна школа обавезно образовање | основна школа обавезно образовање | основна школа обавезно образовање | основна школа обавезно образовање | основна школа обавезно образовање |
| 14-15  | 1                                  | гимназија                         | гимназија                         | гимназија                         | гимназија                         | гимназија                         | четворогодишња стручна школа      | четворогодишња стручна школа      | четворогодишња стручна школа      | трогодишња стручна школа          | трогодишња стручна школа          |
| 15-16  | 2                                  | гимназија                         | гимназија                         | гимназија                         | гимназија                         | гимназија                         | четворогодишња стручна школа      | четворогодишња стручна школа      | четворогодишња стручна школа      | трогодишња стручна школа          | трогодишња стручна школа          |
| 16-17  | 3                                  | гимназија                         | гимназија                         | гимназија                         | гимназија                         | гимназија                         | четворогодишња стручна школа      | четворогодишња стручна школа      | четворогодишња стручна школа      | трогодишња стручна школа          | трогодишња стручна школа          |
| 17-18  | 4                                  | гимназија                         | гимназија                         | гимназија                         | гимназија                         | гимназија                         | четворогодишња стручна школа      | четворогодишња стручна школа      | четворогодишња стручна школа      |                                   |                                   |
| 18-19  |                                    | медицински факултет (MD)          | медицински факултет (MD)          | медицински факултет (MD)          | медицински факултет (MD)          | универзитет                       | универзитет                       | виша школа                        | виша школа                        |                                   |                                   |
| 19-20  |                                    | медицински факултет (MD)          | медицински факултет (MD)          | медицински факултет (MD)          | медицински факултет (MD)          | универзитет                       | универзитет                       | виша школа                        | виша школа                        |                                   |                                   |
| 20-21  | немедицински бачелор/ виша диплома | медицински факултет (MD)          | медицински факултет (MD)          | медицински факултет (MD)          | медицински факултет (MD)          | универзитет                       | универзитет                       | виша школа                        | виша школа                        |                                   |                                   |
| 21-22  |                                    | медицински факултет (MD)          | медицински факултет (MD)          | медицински факултет (MD)          | медицински факултет (MD)          | универзитет                       | универзитет                       |                                   |                                   |                                   |                                   |
| 22-23  | немедицински мастер                | медицински факултет (MD)          | медицински факултет (MD)          | медицински факултет (MD)          | медицински факултет (MD)          | универзитет                       | универзитет                       |                                   |                                   |                                   |                                   |
| 23-24  | доктор медицине                    | медицински факултет (MD)          | медицински факултет (MD)          | медицински факултет (MD)          | медицински факултет (MD)          | универзитет                       | универзитет                       |                                   |                                   |                                   |                                   |
| 24-25  |                                    | специјалистички стаж              | специјалистички стаж              | специјалистички стаж              | специјалистички стаж              | универзитет                       | универзитет                       |                                   |                                   |                                   |                                   |
| 25-26  | немедицински докторат              | специјалистички стаж              | специјалистички стаж              | специјалистички стаж              | специјалистички стаж              | универзитет                       | универзитет                       |                                   |                                   |                                   |                                   |
| 26-27  |                                    | специјалистички стаж              | специјалистички стаж              | специјалистички стаж              | специјалистички стаж              |                                   |                                   |                                   |                                   |                                   |                                   |
| 27-28  |                                    | дупли докторат (MD/PhD)           | дупли докторат (MD/PhD)           | медицинска специјалност (MD/Spec) | медицинска специјалност (MD/Spec) |                                   |                                   |                                   |                                   |                                   |                                   |
| 28-29  | специјалистичка диплома            | дупли докторат (MD/PhD)           | дупли докторат (MD/PhD)           | медицинска специјалност (MD/Spec) | медицинска специјалност (MD/Spec) |                                   |                                   |                                   |                                   |                                   |                                   |
| 29-30  | MD/PhD                             | дупли докторат (MD/PhD)           | дупли докторат (MD/PhD)           |                                   |                                   |                                   |                                   |                                   |                                   |                                   |                                   |

## Међународни споразуми
- Конвенција о признавању високообразовних студија, диплома и звања за арапске и европске земље (2001)[60]
- Конвенција УНЕСКО-а о признавању високообразовних студија у региону Европе (2001)[61]
- Болоњска декларација (2003)[62] — примењивана од 2006; изменила високо; укинула постдипломско образовање[63]
- Конвенција о признавању квалификација из области високог образовања у региону Европе (2004)[64]